# گروه ویژه (مجموعه تلویزیونی)
گروه ویژه یک مجموعه تلویزیونی محصول سال ۱۳۸۰ به کارگردانی مهرداد خوشبخت، نویسندگی شادمهر راستین  می‌باشد که از شبکه ۲ پخش شد. این مجموعه در ۵ قسمت تهیه شد

## بازیگران
- پژمان بازغی
- رضا کیانیان
- زهره فکورصبور
- شیرین بینا
- قاسم زارع